# Auzouville-sur-Ry
Auzouville-sur-Ry är en kommun i departementet Seine-Maritime i regionen Normandie i norra Frankrike. Kommunen ligger i kantonen Darnétal som tillhör arrondissementet Rouen. År 2022 hade Auzouville-sur-Ry 681 invånare.

## Befolkningsutveckling
Antalet invånare i kommunen Auzouville-sur-Ry
| Referens: INSEE |